# 旅行貯金
旅行貯金（りょこうちょきん）とは、郵便局や簡易郵便局、ゆうちょ銀行の直営店（以下便宜上「郵便局」に統一）を訪問し、証拠として郵便貯金（現在のゆうちょ銀行総合口座）通帳又は証書に預入、払戻、貸付等を行い、局名印、主務者印等を押印してもらい旅行の記念とする趣味。

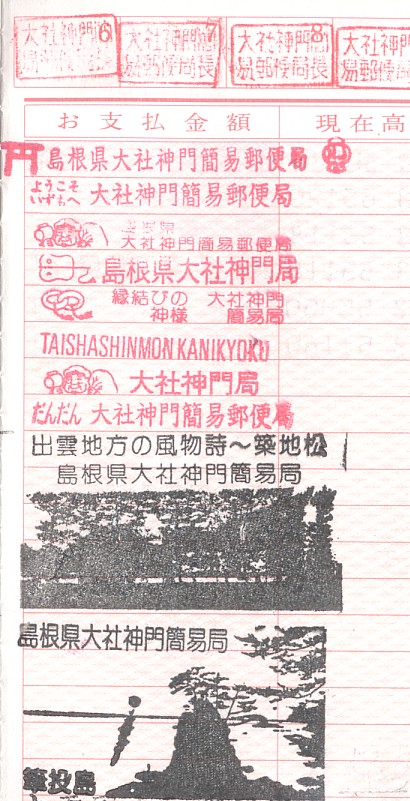
縦型通帳での複数タカラ印の例（大社神門簡易郵便局）
上端で横に並ぶ印が主務者印
（2000年当時）

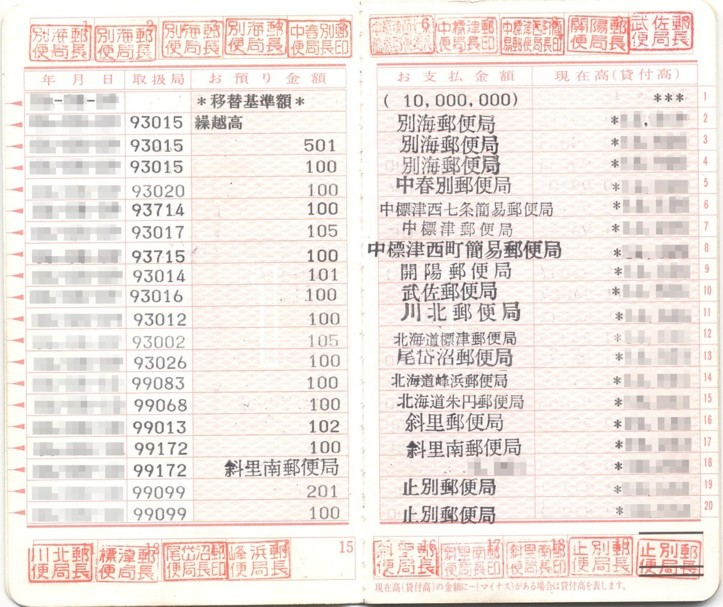
縦型通帳 上下に主務者印欄がある

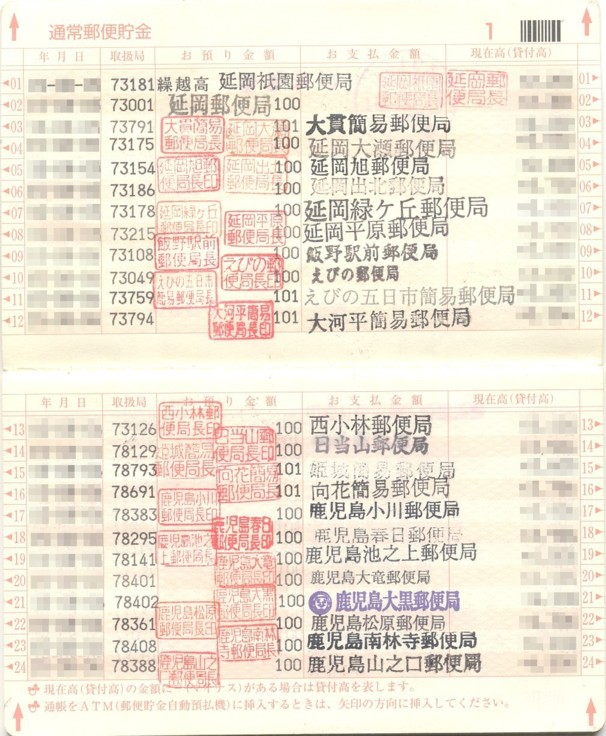
横型通帳 主務者印欄が無いため、お預り金額欄で代用している
鹿児島大黒局はタカラ印

## 趣味の発祥
旅行貯金は明治時代からすでに始まっていたとされる。初めて活字となったのは1916年発売の嘉悦孝子著「現在の生活費から思はぬ貯金を産み出す法」（春秋社書店）で、昭和の時代に入ると、バスガイドやライダー、鉄道旅行者等に口コミで広がっていた。鉄道ファンを想定顧客とする著述者の種村直樹が著作や雑誌・新聞などで紹介したことで大きく広まった。1991年に郵貯ラリー協会が「郵貯ラリー」を開始するなどし、郵政省（当時）からも認知を得ていた。

## 内容

### 基本的なスタイル
基本なスタイルは郵便貯金・郵便振替事務を行う郵便局の窓口営業時間中（多くの郵便局の貯金業務は平日9時から16時までで、一部の愛好家はこの7時間を「有効時間」と呼ぶ）に訪問、各種郵便貯金への預入又は払戻、貸付、もしくは新総合通帳への本人払込み等を実施して、郵便貯金通帳・証書へ当該局の郵便局名印及び主務者印を押印してもらうものである。なお、横型通帳に変わってからも一時期は主務者印の押印が続けられていたが、郵政公社時代に完全にその扱いは押印省略（廃止）となったため、主務者印を狙っての収集はできなくなった。

### 一局の定義
どのような場合に、どういった方法を用いてその郵便局を訪問したとみなすか（一局の定義）については愛好者によって考え方が異なっている。

#### 主な見解
1. 預入以外に払戻、貸付、各種請求、無余地通帳再交付等も訪問と認めるか否か
2. ATMでの預入を認めるか否か
3. 局名改称前後を別局とみなすか否か
4. 局番号変更前後を別局とみなすか否か
5. 所在地の移転前後を別局とみなすか否か
6. 貯金業務を扱わず為替振替事務のみを扱う簡易局での行為を是認すべきか否か
7. 郵政民営化後、ゆうちょ銀行の支店となった所を別局とみなすか否か
8. 局名印・店名印の押印を計数の条件とするか否か
9. 分室を別局とみなすか否か
10. 官公庁内や特定の施設内など、出入に許可が必要な場所をカウントに含めるか否か

#### 見解に関する具体例
定義1は、本来「貯金」であるからには預入が本義であるはずであるが、後述の問題により多様化せざるをえず、概ね理解されている。
定義2については、かつての金沢中央郵便局金沢駅内分室（金沢駅内郵便局開局に伴い廃止）や名古屋郵便集中局が、貯金の窓口取り扱いはないもののATMでの預入に対して局（分室）名の入ったゴム印のみを押印していたケースがある。また、近年、硬貨預入可能のATM設置局が増え、前述の定義2を可とする愛好者であれば、貯金窓口業務時間外でも一局訪問とできるようになった。
ATMの預入可能時間は、最大で平日が8：00～21：00、土休日が9：00～17：00である。ただし、一部の局で取扱時間が違ったり、ホリデーサービスを行っていない例もある）。
ここ数年は中央省庁再編に伴い、省庁や機関の改組・改名が相次ぎ、その余波でこれら施設内にある郵便局も改称した。例えば「大蔵省」から「財務省」に変わる前日（2001年1月5日）の「東京中央局大蔵省内分室」には、貯金や消印のコレクターで長蛇の列ができた。これは定義3の域を超えて、一種の記念行動であろう。
定義4については、昨今の市町村合併とも絡んでくる。2005年2月に長野県山口村が岐阜県中津川市に編入された際には、旧村内の2局は「移転」も「改称」もせず局番号のみ岐阜県のものに変更となった。また愛・地球博郵便局のように時期を限定して臨時設置される郵便局もあり、今後預入の定義も更に複雑化することが予想される。
定義6については、郵便局巡りを行なう愛好者などから傍若無人であるとする意見が出ているものの、そもそもこの方法でしか当の地元住民も利用できない責任は、総務省の無能無策であるとの考えから、これは順法闘争であるとの思想を基として実行する者もいるため、両者とも平行線をたどっている。
定義8については、ゆうちょ銀行直営店に一時押印を扱わなくなった店舗が存在したため、見解によっては押印の得られなかった支店は「行っても行っていない」扱いとも取れる。一方、5桁の局所コードだけでも印字されていれば計数する、とする見解に立つと、直営店の局所コードは旧郵便局時代と変わらないため、問題無いことになる。

### 類似行為
「貯金」と呼ばれてはいるが、多くの場合「金を貯める」ことよりも、郵便局のある地域に訪問した記念とするのが主目的である（山奥の局へ100円貯金しに行くのにタクシー往復で3000円使った、との笑い話がある程）。旅行貯金に関する書籍を多く発行している種村直樹は、現地への訪問を必要とするという共通点を元に寺社の朱印集め（集印）、鉄道駅・道の駅スタンプラリーといった趣味に似通っていると分析している。
また、通帳にゴム印を押すという点に着目すれば銀行、信用金庫、信用組合、農協、労働金庫などでも旅行貯金が可能である。

## 趣味を取り巻く状況

### 利用不可の郵便局・入構の際に手続が必要な郵便局
施設内にあるため、一般人の利用は不可能だったり、入構の際に手続を必要とする郵便局がある。
宮内庁内郵便局（東京都千代田区）は、皇居内の宮内庁庁舎の中にあり、利用は宮内庁や皇宮警察本部に勤務する職員などに限られていて、一般人が利用することはできない。ただし、かつて郵貯ラリーが行われていた時に、１日ラリーの優勝者が特典として入構し、同局で貯金できたこともあった。また、昭和末期には、坂下門で局に内線電話をしてもらい、局員が門まで迎えに来てもらって入構できた時期もあった（現在は不可能）。
千代田霞が関郵便局財務省内分室（東京都千代田区、2012年3月30日限り廃止）は、財務省庁舎の１階にあり、2007年4月1日以降は郵便局（当時は東京中央郵便局財務省内分室）利用目的のみでの入構ができなくなった。かつては、入構時に身分証明書を提示して許可を受ければ利用することができた。
NTT鈴鹿研修センタ内簡易郵便局（三重県鈴鹿市、2001年3月31日限り廃止）は、NTT西日本鈴鹿研修センタの構内にあり、入構時に受付で許可証の交付を受け、郵便局の窓口に差し出して認印を受けた上、これを退構時に受付に提出する必要があった。
伊丹郵便局自衛隊内分室（兵庫県伊丹市、2004年10月31日限り廃止）は、陸上自衛隊伊丹駐屯地の構内にあり、身分証明書を所持していても入構の許可を得るのが難しかった。
神戸川崎重工内郵便局（兵庫県神戸市、2012年8月8日限り廃止）は、川崎重工業神戸工場の構内にあり、入構時に受付で許可証の交付を受け、郵便局の窓口に差し出して認印を受けた上、これを退構時に受付に提出する必要があった。
相生石播簡易郵便局（兵庫県相生市）は、IHI相生総合事務所・相生工場の構内にあり、入構時に受付で許可証の交付を受け、郵便局の窓口に差し出して認印を受けた上、これを退構時に受付に提出する必要があった。
長崎造船所内簡易郵便局（長崎県長崎市、2015年12月31日一時閉鎖、2017年7月1日廃止）は、三菱重工業長崎造船所の構内にあり、入構時に受付で許可証の交付を受け、郵便局の窓口に差し出して認印を受けた上、これを退構時に受付に提出する必要があった。
大阪国際郵便局（大阪府泉南市）は、関西国際空港内の立入制限エリアにあり、身分証明書を提示して目的（郵便局利用）等を書面に記入し、一時立入証の交付を受けて利用することになる。ただし、この局の取扱いは、ゆうゆう窓口での郵便事務のみで、貯金事務は取り扱っておらず、ATMもない。
新東京郵便局羽田分室も同様であるが、こちらは窓口業務すら行っていないため、貯金は不可である。
成田空港内郵便局及び成田空港内第二郵便局（いずれも千葉県成田市、2012年3月16日限り廃止）は、成田国際空港の旅客ターミナル内にあり、一般の利用者と同様、空港内に入る際に身分証明書の提示と手荷物検査が必要であった。なお、ゆうゆう窓口のみ取扱いの成田郵便局分室とゆうちょ銀行さいたま支店扱いのATMは、同空港内で現在も営業しており、2015年3月30日以降は上記のセキュリティチェックも廃止された。
第二霞ケ関郵便局（東京都千代田区）は、中央合同庁舎第2号館の地下１階にあり、身分証明書の提示と面会票の記入をおこなうことにより入構が可能だった。なお、その際に手荷物検査等はなく、郵便局利用目的のみでの入構も可能であった。以前は電話連絡をおこなうことで入構が許可されていた時期があったが日本郵政グループの公式ページに「一般のお客様はご利用いただけません。」と案内されるようになった2019年頃より同様の取扱は終了している。
なお、終了の理由について、電話において郵便局に問い合わせたところセキュリティを強化するためビルの管理者より取扱を終了してほしいとの通達があったとのことであった。
東京高等裁判所内郵便局（東京都千代田区）は、東京高等・地方・簡易裁判所合同庁舎の地下１階にあり、一般の利用者と同様、入構時に金属探知機での手荷物検査が必要である。身分証明書の提示や訪問先の申告等は不要である。
大阪関電ビル内郵便局（大阪府大阪市、2009年8月30日限り廃止）も、同様であった。
博物館明治村簡易郵便局（愛知県犬山市）は、博物館明治村の中にあり、入村料金が必要である。

### 郵政民営化以前の各局の窓口事務取扱範囲
2007年9月まで、各郵便局の郵便・郵便貯金・郵便振替・郵便為替・簡易保険等の取扱事務範囲に関して公表したことはなく、郵便局名と事務の取扱の摘要、特に取り扱わないことのみの概要の公表HPがあった。だが、これは特に取り扱わない旨の公表に留まり、通常取り扱う事務範囲の公表は存在しなかった。 	 
特に、簡易郵便局の場合は法令によるものに加え、公社の裁量により各受託者ごとに、取扱事務範囲に著しい差があるが、前述の公表の中では、郵便為替及び郵便振替を取扱としていても、電信扱いは取扱いをしない場合がある旨との記述に留まる。
また、この公表上では、郵便貯金非取扱という分類があるが、これには郵便貯金は取扱いはないが、郵便為替及び郵便振替のみを取り扱う局（為替振替専業局）も何の注記をせずに記載されているため、これのみで旅行貯金の対象と成り得るか否かを判別することはできなかった。
先述の公社掲載の「郵便局・ATMのご案内」では、取扱事務範囲は当該局に直接問合わせる旨の記載があるが、特に簡易郵便局では、記載の問合電話番号にかけたとしても、それが当該局専用直通回線でない場合や、受託者からさらに委託（下請け）、受託者や受託組織の役職員が常駐監督しない場合には、問合せには全て公社へ問合せるようにしていたため、大部分の簡易郵便局では、その存在自体そのものから不詳である場合があった。 	 
結局、2007年9月まで、各郵便局はもとより、公社の各部署での案内・問い合わせ等も一切行われていなかった。 	 

### ゆうちょ銀行発足に伴う影響

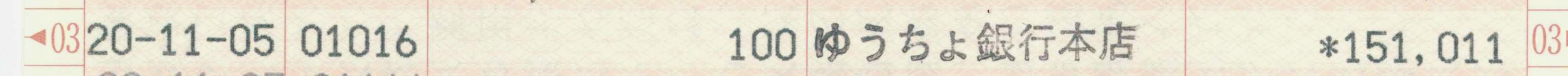
ゆうちょ銀行本店の押印。局コードは旧東京中央郵便局のもので、郵便局株式会社が運営する現在の東京中央郵便局のコードは01615。

2007年10月の郵政民営化により、各地の大規模郵便局の貯金課を中心にゆうちょ銀行の直営店に移行し、それらの店舗で貯金をすると「○○郵便局」の名称ではなく「ゆうちょ銀行○○店（あるいは○○支店）」のゴム印が押印されるため、以前とは別局扱いをする人も多い。
また、民営化直後には一部支店で「押印はしないことになった」との見解が出されるなど混乱が見られたが、2010年1月現在、すべてのゆうちょ銀行では、押印サービスをしてくれるようになった。最後まで拒否していた名古屋店もスタンプを作るようになり解消された。
また郵政民営化による分社化のため、以前なら窓口営業時間外にATMで入金しても、時間外窓口での押印に応じていたが、現在は時間外窓口が郵便局会社のため、押印は不可能となっている。

### タカラ印
局名印については、局名以外に観光フレーズ、イラスト等を同一印面に入れた「タカラ印」が、上記「郵貯ラリー」においてタカラ印がボーナスポイント扱いとなったこととも関連して人気を集めた。
郵便局によっては、一局で複数のタカラ印を持ったり、数色を用いたカラフルな印面を用意したり、或いは印面を数行にわたらせ、大きなイラストを局印としたりする所も現れた。和歌山県内や小豆島の郵便局は、そのほとんど全局がタカラ印を有している。
タカラ印は民営化直前、多くの郵便局で一旦消滅している。支社によって対応に差があり、近畿支社などでは「一旦消滅後復活」の形を取った（この時に復活しなかった例も数多い）一方で、東海支社などでは消滅させずそのまま用い続けた。
数行を要する大きなタカラ印については、必要な行数分の入金をする必要があるように思われがちだが、CTMには行を飛ばして印字する機能もあり、押すスペース分飛ばして印字することができるため、この機能を用いて対応する郵便局が多かったが、2006年春に日本郵政公社から「行飛ばし機能の使用を控えるように」との通達が出た。同年夏時点では地方によって行飛ばしの可否にばらつきが見られ、行飛ばし不可の場合は複数回預入し「数行で1印」との形で依頼することになっていた。続いて同年11月20日頃、数行に跨るタカラ印自体を禁ずる旨の通達が出され、全国の郵便局でファンに珍重されてきた複数行タカラ印は、急速に姿を消しつつある。
但し複数行印自体は、タカラではないが一部のゆうちょ銀行直営店（後述）で複数行幅の店名印を流用することもあり、完全に消えた訳ではない。これらの場合は、過渡期と同じく複数回の預入で対処することになる。
タカラ印については画像:旅行貯金 主務者印・タカラ印.jpgも参照。

### オフライン

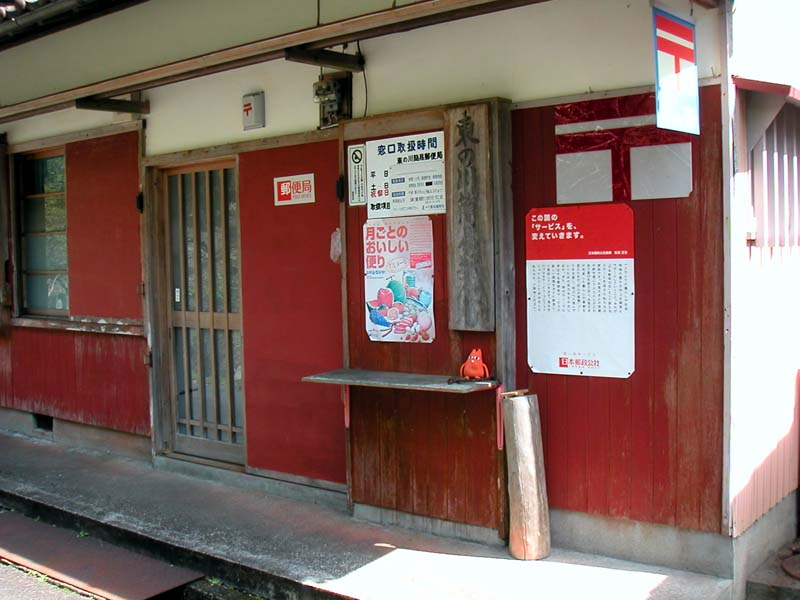
東の川簡易郵便局（現在廃局）

郵便貯金等のオンラインシステムは昭和40年代に本格導入され、大部分の普通郵便局・特定郵便局では昭和50年代に完了し、地方部や局舎構造上、権利関係上困難だった郵便局も1996年（平成8年）頃に導入が完了した。しかしながらその数は徐々に減少し、2005年3月31日限りで東の川簡易郵便局（奈良県上北山村）が廃止、的場簡易郵便局（山形県山形市）が一時閉鎖（その後、2007年4月30日付で廃止）され、現在は常時開設のオフライン局は存在しない。

### 特設オフライン・オフ扱常用局
2007年現在、普通郵便局と特定郵便局における郵便貯金・郵便振替等の業務はオンライン化が達成されている。 	 
ただし、これは電話回線と機材を入れたという程度に留まった。
完璧なオンライン化を進めるには、建物を耐震耐火構造に改築し、自家発電、蓄電池の設置等を行なう必要があり、妥協の産物として、オフラインと不完全なオンライン簡易局に対応することを前提とした構築であった。
このため、災害はもとより、入居ビルのメンテナンス、電力会社の都合により停電の場合があるので、その場合は貯金等業務は休止せざるを得なかった（制度上他局の代行処理やオフラインでの取扱いも考えられたが、実際異常時においてその様な取扱は殆どなされなかった）。
だが、郵政民営化を機に、オフラインは全廃される方向であり、そもそも、設備のないところには郵便局自体が存在しなくなるものと考えられる。
先述の公社公表では、簡易郵便局全局で積立郵便貯金事務を行わないとしていながら、取扱っている簡易郵便局が存在した。その局では一応、CTMで印字等がなされ、預入・払戻等がその局で行われたように見えるが、実際の処理はオフラインであり、「簡易局全局で非扱い」を建前としていた関係上、他局ではオンライン上で即時に確認が取れない。 	 
このため、通帳の再交付や他局での払戻、満期後の通常郵便貯金への転記請求が困難になった場合があった。
しかし2007年現在では、厳格に取り扱わないようになったため、擬似オンラインも消滅した。

### 簡易郵便局
簡易郵便局は、全局でオンライン化された。
しかし、先述の事情からオンライン化は振替・貯金業務の一部のみでしかなされず、貯金非取扱で為替・振替のみ取扱の簡易局はオフラインのままである。
また、オンラインとは言っても、CTMでは最小限の処理しかできない。例えば、通常払込みは、払込書を貯金事務センターに郵送して行なう。

#### 新総合通帳への本人払込み
郵便貯金の取扱を行わない簡易郵便局であっても郵便振替を取扱っている場合、全国の局（シティポストを除く）において新総合通帳への本人払込みが可能である。 	 
- 新総合通帳では、通帳の郵便振替口座へ本人払込みを行うことで「自動移替」が行われ、通常・貯蓄貯金へ預入となる。本人払込みは「郵便振替電信振込依頼書」に新総合通帳またはキャッシュカードを添えて行う。料金は無料である。また、払込金額は1円以上1円単位となる。
- シティポストはオンラインであるが、電信扱いの為替・振替などの業務は取扱っていない。

### 横型通帳の導入と主務者印

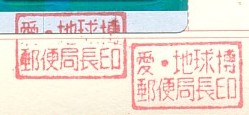
愛・地球博郵便局（臨時局）の主務者印
通帳冒頭の印鑑押印箇所に押されたもの

郵政省が総務省に再編されて最初の平日となった2001年1月9日に、まずぱ・る・る通帳のみが縦型通帳に代わり横型通帳となった。1ページ24行×7ページ（後に9ページ）の構造となった横型通帳の通常郵便貯金項では主務者印欄が廃されたため、縦型通帳の在庫を求めて遠方の郵便局へ赴く者、あるいは通常貯蓄貯金通帳（貯蓄型Iおよび貯蓄型II：当時）は縦型通帳のままだったのでそれを用いた旅行貯金に変更する者も現れた。
日本郵政公社が発足した2003年4月1日にぱ・る・る以外の通帳についてもすべてが縦型通帳から横型通帳に改められ、加えて、郵便局に縦型通帳の在庫があってもそれへの再発行（民間金融機関で言う通帳繰越）は認められず、横型通帳への再発行に一本化された。

横型通帳では主務者印を整って押せないことから、旅行貯金に対する意欲が減衰し、遂には趣味自体を辞めていく人も出だした。それでも熱心な愛好者は、通帳の上下端や預入金額欄などの余白に依頼するなど工夫して、主務者印の蒐集を続けた。
さらに2005年3月11日には日本郵政公社が主務者印に関する通達を出し、以後は主務者印そのものを通帳に押してもらえなくなった。現状でも局名ゴム印の押印は続いているため「必ずしも主務者印にこだわる必要は無いのではないか」という意見もあり、同じ趣味をしている人でも主務者印に関する見解は異なっている。

一方で主務者印に重きを置く人は「一部の局で主務者印と局印とで字体（新字体と旧字体、異体字など）が異なるケースがあり、正式な局名字体がどちらなのか、改称されたか否かの判別が曖昧になる」などを理由に挙げている（字体・読みの変更改称は実際にあり、通常の改称と共に公式サイト「プレスリリース」で随時案内されている）。

上記の局名に関する問題は、一部の旅行貯金者にとって「一局の定義」や「自分にとって○百局目／○千局目がどこか」「◇◇県は完訪になるのか否か」などの事柄が絡む点で、極めて重要な問題とされている。

### 大津中央郵便局坂本分室事件
2005年10月24日に設置された大津中央郵便局坂本分室（坂本郵便局から改称。現・比叡辻郵便局）では当初、分室名入りのゴム印を作成しなかったため、初日に訪問したマニアの一部が窓口職員に執拗な抗議を行い、業務を妨害する等の出来事が発生した。
ゴム印の記念押印は、本来の貯金業務にはないサービスであり、このような事例が多発すればゴム印押印サービスの存廃にも関わる事件であった。
なお同月28日時点で、分室名入りのゴム印が確認された。ちなみに、坂本分室と同時に設置された大津中央郵便局瀬田分室（瀬田郵便局から改称。現・大津瀬田郵便局）では当初より分室名入りゴム印を用意していたため、同様の騒ぎはなかった。

## 愛好者以外と旅行貯金

### 通常の記念押印
稀に、愛好者のみならず一般の人も記念行動として預入することがある。各郵便局は分室・出張所を除き、取扱局番号（為替コードとも）と称する5桁のコードを持つが、取扱局番号が「11111」や「12345」の郵便局も存在する。なお取扱局番号についてはゆうちょ銀行を参照のこと。

### 平成11年11月11日飯田風越郵便局の騒動

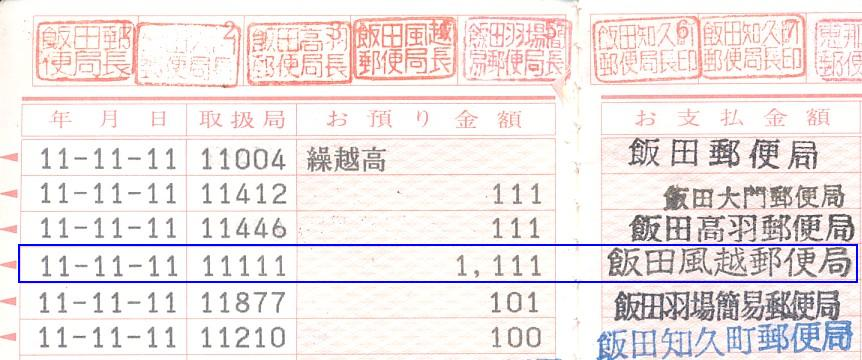
平成11年11月11日に飯田風越郵便局で貯金した郵便貯金通帳

平成11年11月11日（木曜日）、取扱局番号11111の飯田風越郵便局（長野県飯田市）には、「1」並びの預入をしようと約200人の行列ができ、1日で1,000人以上訪れた。
3台分しかない駐車場はこの行列に使われたため、路上駐車する車が絶えず、警察が取り締まりに来る騒ぎにもなったが、局員および近隣の店舗などの協力によりキップを切られることは回避された。
この日、飯田風越郵便局の取扱件数は約2,600件で、これは普通郵便局である飯田郵便局の1週間分の業務量となった。貯金窓口での取扱い時間16：00を過ぎた分については局預かりとし、後日郵送することで対応した。
同局を訪問した人には愛好者以外も多かったが、これはぞろ目の話がテレビのワイドショーで紹介されたことによる。
なお取扱局番号12121を持つ新潟沼垂（ぬったり）郵便局は翌年平成12年12月12日火曜日にぞろ目となったが、通常よりやや多い程度の客数で、業務に全く支障はなかったという。
これに続くぞろ目は平成22年2月22日（月曜日）、取扱局番号22222の亀山井田川郵便局（三重県亀山市）となった。印字パターンから年月日欄が「22-02-22」となり、飯田風越郵便局のように完全なぞろ目とはならなかったものの、当日の営業開始前には記念預入をする人の行列ができた。記念目的の利用者は200人弱で、午後に入ると局前の列は短くなった。
2019年の改元によって、令和最初のぞろ目は令和1年11月11日月曜日、取扱局番号11111の飯田風越郵便局（長野県飯田市）となり、局側は20年前の経験に基づいて端末の増設（1台を2台に）や応援要員（20人以上）の確保などの対応を取った。当日は午前6時から希望者が集まり、約150人が記念貯金をした。
平成11年と並ぶ6桁のぞろ目になる令和11年11月11日は日曜日で同局は休業。営業日の見直しがない限り貯金は出来ない見込みである（ATMのホリデーサービスも未実施）。
ちなみに完全なぞろ目とはならない令和11年01月11日は木曜日で同局は営業。印字パターンから年月日欄が「11-01-11」となる。

### 本文
- 旅のついでに3334局 日本縦断「郵便貯金」の旅（種村直樹著、徳間書店、1995年）
- ただいま3877局 気まぐれ郵便貯金の旅（種村直樹著、自由国民社、1997年）
- 旅行貯金の楽しみ
- 旅行貯金5000局達成記念旅同行
- 「実例」…韓国における旅行貯金例
- 郵貯な旅人 - archive.today（2013年4月27日アーカイブ分）…2万局以上訪問している人のサイト

### 平成11年11月11日飯田風越郵便局の騒動
- 局めぐ記（36）～1並び（平成11年11月11日）
- みんなの局めぐ記～それぞれの11.11.11（2002年11月26日時点のアーカイブ）
- 静かな飯田の街は大騒ぎ!11111騒動始末記
- 11111：飯田風越郵便局遠征（2001年7月7日時点のアーカイブ）
- 11111：飯田風越郵便局（2003年12月25日時点のアーカイブ）
- 平成11年11月11日狂騒局
- 過去のふるかわくんの日記（平成11年11月）
- 111111 いちいち IIDA Part 3[リンク切れ]
- 私の11年11月11日
- 長野県飯田市飯田風越局訪問記 平成11年11月11日（2004年2月19日時点のアーカイブ）